# Lomadonta citrago
Lomadonta citrago är en fjärilsart som beskrevs av Erich Martin Hering 1926. Lomadonta citrago ingår i släktet Lomadonta och familjen tofsspinnare. Inga underarter finns listade i Catalogue of Life.